# Trigonospila minor
Trigonospila minor là một loài ruồi trong họ Tachinidae.